# Hanamaki
Hanamaki (花巻市 Hanamaki-shi?) es una ciudad localizada en la prefectura de Iwate, Japón. En octubre de 2019 tenía una población estimada de 94.007 habitantes y una densidad de población de 103 personas por km². Su área total es de 908,39 km².

## Geografía

### Localidades circundantes
- Prefectura de Iwate
  - Kitakami
  - Miyako
  - Morioka
  - Nishiwaga
  - Ōshū
  - Shiwa
  - Shizukuishi
  - Tōno

## Demografía
Según los datos del censo japonés, esta es la población de Hanamaki en los últimos años.
| 1995    | 2000    | 2005    | 2010    | 2015   |
| ------- | ------- | ------- | ------- | ------ |
| 107.112 | 107.175 | 105.028 | 101.438 | 97.702 |

## Clima
| Parámetros climáticos promedio de Hanamaki (2003-2010) | Parámetros climáticos promedio de Hanamaki (2003-2010) | Parámetros climáticos promedio de Hanamaki (2003-2010) | Parámetros climáticos promedio de Hanamaki (2003-2010) | Parámetros climáticos promedio de Hanamaki (2003-2010) | Parámetros climáticos promedio de Hanamaki (2003-2010) | Parámetros climáticos promedio de Hanamaki (2003-2010) | Parámetros climáticos promedio de Hanamaki (2003-2010) | Parámetros climáticos promedio de Hanamaki (2003-2010) | Parámetros climáticos promedio de Hanamaki (2003-2010) | Parámetros climáticos promedio de Hanamaki (2003-2010) | Parámetros climáticos promedio de Hanamaki (2003-2010) | Parámetros climáticos promedio de Hanamaki (2003-2010) | Parámetros climáticos promedio de Hanamaki (2003-2010) |
| Mes                                                    | Ene.                                                   | Feb.                                                   | Mar.                                                   | Abr.                                                   | May.                                                   | Jun.                                                   | Jul.                                                   | Ago.                                                   | Sep.                                                   | Oct.                                                   | Nov.                                                   | Dic.                                                   | Anual                                                  |
| ------------------------------------------------------ | ------------------------------------------------------ | ------------------------------------------------------ | ------------------------------------------------------ | ------------------------------------------------------ | ------------------------------------------------------ | ------------------------------------------------------ | ------------------------------------------------------ | ------------------------------------------------------ | ------------------------------------------------------ | ------------------------------------------------------ | ------------------------------------------------------ | ------------------------------------------------------ | ------------------------------------------------------ |
| Temp. máx. abs. (°C)                                   | 9.1                                                    | 13.6                                                   | 21.5                                                   | 27.3                                                   | 31.6                                                   | 33.6                                                   | 35.7                                                   | 36.2                                                   | 34.2                                                   | 26.9                                                   | 21.9                                                   | 17.3                                                   | 36.2                                                   |
| Temp. máx. media (°C)                                  | 2.5                                                    | 3.7                                                    | 7.7                                                    | 14.6                                                   | 20.6                                                   | 25.3                                                   | 26.6                                                   | 29.0                                                   | 24.8                                                   | 18.7                                                   | 12.1                                                   | 5.3                                                    | 15.9                                                   |
| Temp. media (°C)                                       | -1.6                                                   | -0.9                                                   | 2.6                                                    | 8.5                                                    | 14.6                                                   | 19.7                                                   | 22.0                                                   | 23.8                                                   | 19.5                                                   | 12.9                                                   | 6.9                                                    | 1.3                                                    | 10.8                                                   |
| Temp. mín. media (°C)                                  | -6.1                                                   | -5.5                                                   | -2.2                                                   | 2.8                                                    | 9.2                                                    | 14.8                                                   | 18.4                                                   | 19.9                                                   | 15.3                                                   | 7.9                                                    | 2.2                                                    | -2.6                                                   | 6.2                                                    |
| Temp. mín. abs. (°C)                                   | -16.4                                                  | -18.2                                                  | -11.8                                                  | -4.9                                                   | -0.6                                                   | 6.3                                                    | 10.9                                                   | 12.1                                                   | 4.9                                                    | -0.6                                                   | -10.2                                                  | -13.3                                                  | -18.2                                                  |
| Precipitación total (mm)                               | 61.9                                                   | 47.3                                                   | 73.3                                                   | 93.7                                                   | 101.8                                                  | 119.7                                                  | 223.6                                                  | 153.9                                                  | 156.6                                                  | 106.2                                                  | 92.6                                                   | 100.7                                                  | 1331.3                                                 |
| Fuente: Meteorología de Japón                          |                                                        |                                                        |                                                        |                                                        |                                                        |                                                        |                                                        |                                                        |                                                        |                                                        |                                                        |                                                        |                                                        |

## Personajes célebres
- Kenji Miyazawa (1896-1933), poeta y escritor de libros infantiles.